# Liste de composés inorganiques X
| A B C D E F G H I K L M N O P R S T U V W X Y Z |

Cette liste répertorie les éléments chimiques dont le symbole commence par une même lettre, ainsi que leurs principaux composés inorganiques.
Il peut y avoir plusieurs articles pour une même molécule, et plusieurs molécules pour une même formule. Alors :
- la formule chimique renvoie aux synonymes, isomères ou polymorphes ;
- le nom renvoie aux articles respectifs.

## Xénon
| Formule chimique | Nom                       | Numéro CAS | Masse molaire | Fusion           | Ébullition | Densité (g/cm3) |
| ---------------- | ------------------------- | ---------- | ------------- | ---------------- | ---------- | --------------- |
| Xe               | xénon                     | 7440-63-3  | 131,292 478   | −111,7 °C        | −108 °C    | 5,9 kg/m3 gaz   |
| XeBr             | bromure de xénon          | 7440-63-3  | 211,196 005   |                  |            |                 |
| XeCl             | chlorure de xénon         | 55130-03-5 | 166,745 016   |                  |            |                 |
| XeCl2            | dichlorure de xénon       | 13780-38-6 | 202,197 555   |                  |            |                 |
| XeF              | monofluorure de xénon     | 16757-14-5 | 150,290 882   |                  |            |                 |
| XeF2             | difluorure de xénon       | 13709-36-9 | 169,289 285   |                  |            |                 |
| XeF4             | tétrafluorure de xénon    | 13709-61-0 | 207,286 091   | pt triple 117 °C | 116 °C     | 4,04            |
| XeF6             | hexafluorure de xénon     | 13693-09-9 | 245,282 898   | 49,5 °C          | 75,6 °C    | 3,56            |
| XeI              | iodure de xénon           |            | 258,196 955   |                  |            |                 |
| XeO              | oxyde de xénon            |            | 147,291 883   |                  |            |                 |
| XeOF4            | oxytétrafluorure de xénon | 13774-85-1 | 223,285 496   |                  |            |                 |
| XeOF2            | oxydifluorure de xénon    | 13780-64-8 | 185,288 689   |                  |            |                 |
| XeO2F2           | dioxydifluorure de xénon  | 13875-06-4 | 201,288 095   |                  |            |                 |
| XeO3             | trioxyde de xénon         | 13776-58-4 | 179,290 693   | expl 25 °C       |            | 4,55            |
| XeO4             | tétraoxyde de xénon       | 12340-14-6 | 195,290 098   | expl −35,9 °C    |            |                 |
| Xe2              | dixénon                   | 12185-19-2 | 262,584 957   |                  |            |                 |